# میکولا دفهان
میکولا دفهان (اوکراینی: Микола Анатолійович Довгань؛ زادهٔ ۱۵ ژوئیهٔ ۱۹۵۵) قایقران روئینگ اهل اوکراین است.